# Sozibius texanus
Sozibius texanus är en mångfotingart som beskrevs av Chamberlin 1938. Sozibius texanus ingår i släktet Sozibius och familjen stenkrypare. Inga underarter finns listade i Catalogue of Life.